# Mikołaj z Jawora
Mikołaj z Jawora, zwany Wielkim (ur. w 1355 w Jaworze, zm. 22 marca 1435 w Heidelbergu) – teolog śląski, profesor i rektor uniwersytetów w Heidelbergu i Pradze, gdzie reprezentował kolegium narodu polskiego. Razem z Maciejem z Legnicy uważany jest za krytyka Kościoła rzymskokatolickiego i propagatora idei prehusyckich reformatorów religijnych na Śląsku, np. Konrada Waldhausera. Studiował w Wiedniu w 1377 i Pradze w 1378 r. W 1405 r. napisał traktat De superstitionibus

## Dzieła
- Sermo super quattuor passionibus D.N. Iesu Christi
- Kazanie z Konstancji o reformie kościoła: Obsecro vos ego, 1417
- Kazania niemieckie: Vom Gebet; Von der Liebe Gottes (Bazylea 1434)
- Lectura super psalmis
- De tribus substancialibus votis religiosorum
- Quaestio de mendicantibus (przeciwko beginkom i begardom)
- Quaestio de usuris
- Tractatus de supersticionibus (1405) wydany w języku polskim w 1999[2],
- Dialogus super sacra communione contra Hussitas
- Quaestio de hereticis
- Contra epistolam perfidiae Hussitarum (1430) (krytyka manifestu husytów)